# Microsage zaptlana
Microsage zaptlana là một loài tò vò trong họ Ichneumonidae.